# Contre-festival du cinéma grec 1977
Le Contre-festival du cinéma grec de 1977 fut organisé par les tenants du Nouveau Cinéma grec en protestation contre le contrôle du festival du cinéma grec par les tenants du cinéma traditionnel. Il se tint du 3 au 9 octobre 1977, juste après la clôture du festival officiel.

## Palmarès
- L'Antisocial (ou Le Bourru) : meilleur film, meilleur réalisateur (Pavlos Tassios), meilleur scénario (Pavlos Tassios), meilleur acteur ex aequo (Mimis Chryssomallis (el) et Antonis Antoniou (el)), meilleure actrice (Katerína Gógou);
- Eubée Mantoudi 76 (Yorgos Antonopoulos) : second prix du meilleur film, meilleure photographie, meilleur montage;
- Alexandre le Grand : meilleure musique;
- Les Seigneurs (Manousos Manousakis (el)) : deux prix spéciaux (costumes et photographie);
- Les Femmes aujourd'hui : meilleur documentaire, troisième prix du meilleur film;
- Idées Fixes - Dies Irae (Variations sur le même sujet) : deux prix spéciaux (meilleur jeune réalisateur (Antoinetta Angelidi)  et prix de la recherche cinématographique pour l'Union panhellénique des critiques de cinéma (PEKK));
- Le Combat des aveugles (Maria Hadzimihali-Tyflon) : second prix du meilleur film;
- Le Mur (Ο τοίχος) : prix spécial pour le son (Nicos et Andreas Achladis);
- Éducation (Παιδεία) (Yannis Tipaldos) : second prix du meilleur film.